# 루키우스 코르넬리우스 술라
루키우스 코르넬리우스 술라 펠릭스(Lucius Cornelius Sulla Felix, 기원전 138년 - 기원전 78년)는 로마 시대의 정치인·장군이다. 뛰어난 술수와 군사적 재능으로 군대를 이끌고 로마에 두 번이나 진격하였고 독재관이 되어 반대파에 대한 무자비한 숙청으로 공포정치를 실시했다.

## 생애

### 어린 시절
술라는 로마 공화정의 영향력 높은 귀족 가문 코르넬리우스 씨족 출신이었다. 그러나 그의 가문은 그가 태어났을 당시에는 몰락하여 정치적으로 큰 주목을 받지는 못하는 상태였다. 그는 젊은 시절을 로마의 하층민들과 보냈으며 메트로비우스라는 당대의 배우를 만나 평생 함께했다고 한다. 술라는 파트리키이 귀족임에도 불구하고 공동주택(insula)에 거주했고 재산 수준은 같은 공동주택에 살던 해방노예와 별반 다를 바 없었다고 한다. 비록 젊은 시절을 방탕하고 가난하게 보내긴 했지만 술라는 유창한 그리스어를 구사했고 훌륭한 교육을 받은 것으로 보인다.
기원전 107년 당시의 집정관이던 가이우스 마리우스(Gaius Marius)의 군사 재무관으로 누미디아왕 유구르타(Iugurtha)와의 전쟁에 참가하여 보쿠스와 유구르타를 격파하였다.
그 후 그는 마우레타니아 왕 보쿠스(Bocchus)를 설득해 계략을 꾸며서 로마를 괴롭히던 유구르타를 생포하는 데 큰 역할을 하였다.
마리우스의 사절로 만리우스와 함께 마우레타니아에 파견된 그는 보쿠스 왕에게 로마에 투항할 것을 제안하였으나 보쿠스는 유구르타와의 관계를 들어 받아들일 수 없다고 말했다.
이후 보쿠스는 사절단을 술라에게 보냈고, 술라는 이를 마리우스에게 알렸다. 술라에게 융숭한 접대를 받은 사절들은 보쿠스에게 돌아가 술라가 너그럽고 자비로운 인물이라고 보고했다. 사절단의 일부는 마리우스를 통해 로마에 갔고, 로마 원로원은 정식으로 보쿠스가 로마의 동맹자임을 선언했다.
보쿠스는 아들 볼룩스(Volux)를 보내 술라를 모셔오게 했다. 볼룩스는 유구르타가 아군과 가까이 있음을 알리자 술라는 유구르타의 진영을 급습한 뒤 그들을 따돌렸다. 보쿠스는 이후 술라와 비밀회담을 열었다. 술라는 보쿠스에게 로마의 강한 힘을 설명하고 유구르타를 생포하는 것이 양국의 동맹관계를 강화하는 것이라고 말했다. 이후 보쿠스는 속임수를 써 유구르타를 술라에게 보냈고 술라는 누미디아왕을 데리고 키르타로 돌아왔다. 이때의 공으로 술라는 대중에게 처음 알려졌으며 마리우스는 그에 대한 질투를 조금씩 하기 시작한 것으로 보인다. 한편, 마리우스와 사이가 나쁜 메텔루스(Metellus) 가의 사람들은 유구르타 전쟁은 오로지 술라의 공이라고 말하고 다녔다.
기원전 104년 킴브리족과 테우토네스족이 침입하자 술라는 역시 마리우스의 휘하에서 참전하였고 나중에는 퀸투스 루타티우스 카툴루스(Quintus Lutatius Catulus)의 휘하에서 싸웠는데 이때 그의 군사적 재능이 점점 두각을 나타내게 되었다.

### 승승장구
로마로 돌아온 기원전 97년 술라는 엄청난 뇌물을 뿌렸다는 소문이 있었지만 법무관(praetor)에 선출되었고 이듬해 전직법무관 자격으로 킬리키아 속주(Cilicia, 현재의 터키 남부) 총독으로 부임하였다. 로마의 정치인으로서는 최초로 파르티아 제국의 대사를 만나 외교협상을 벌였고 훌륭한 외교력으로 로마의 이익을 가져왔다. 동방에서 돌아온 이후에는 귀족파(Optimates)에 가담하여 마리우스의 반대편에 섰다.
기원전 91년 동맹시 전쟁이 벌어지자 술라는 남부전선에서 속전속결로 눈부신 활약을 하여 특히 당시 로마 군단에서 최고의 무훈을 세운 군인에게 수여하는 훈장인 "풀잎관(corona graminea, corona obsidionalis)"을 받을 정도로 용맹을 떨쳤다. 마리우스와 함께 마르시(Marsi)족을 격파하고 폼페야니(Pompeiani)족의 클루엔티우스(Lucius Cluentius)를 공격했다. 클루엔티우스의 군대는 전투에서 술라에게 패한 뒤, 놀라(Nola)로 달아났으나 술라에게 추격당해 그를 포함한 20000명의 사상자를 내며 섬멸되었다. 이후 술라는 히르피니족(Hirpini)의 아이쿨라눔(Aeculanum)을 점령하고, 삼니테스(Samnites)족의 가이우스 파피우스(Gaius Papius Mutilus)를 격파했다.

### 첫 번째 내전 및 쿠데타
동맹시 전쟁이 종결되자 기원전 88년 술라는 퀸투스 폼페이우스 루푸스(Quintus Pompeius Rufus)와 로마 공화정의 최고의 직위인 집정관에 선출된다. 이와 함께 술라는 세 번째 아내와 이혼하고 카이킬리아 메텔라와 결혼하여 당시 유력 가문인 카이킬리우스 메텔루스 가문의 후원을 얻었다. 집정관으로서 술라는 때마침 벌어진 폰토스 왕국의 미트라다테스 6세와의 전쟁에 지휘권을 부여 받는다.
그러나 당시 호민관인 술피키우스 루푸스(Publius Sulpicius Rufus)는 마리우스와 협력하여 민회를 소집하여 술라가 부여받은 미트라데테스 전쟁의 지휘권을 마리우스에게 넘겨줄 것을 결의하고 폭동을 일으켰다. 이 폭동으로 집정관 폼페이우스 루푸스의 아들이 죽고 루푸스도 도망쳤다.
술라는 잠시 피신했다가 놀라에 주둔한 군사를 규합하고 로마로 진군하였다. 마리우스와 술피키우스는 술라가 쿠데타를 일으킬지 꿈에도 몰랐으며, 술라가 로마로 진군한다는 소식에 저항도 제대로 해보지 못하고 로마에서 탈출했다. 술라는 로마를 무력으로 점령한 뒤, 술피키우스-마리우스 일파에 대한 숙청을 감행하였다. 마리우스는 아프리카로 도주했고 술피키우스는 참수되어 술라에게 보내졌다. 로마가 안정을 되찾자 술라는 집정관인 옥타비우스(Gnaeus Octavius)와 킨나(Lucius Cornelius Cinna)에게 로마를 맡기고는 미트라다테스 정복전쟁에 나섰다.

### 미트라다테스 전쟁
기원전 87년 술라는 그리스 대부분을 장악하고 아테네를 공격했다. 당시 아테네는 피레우스에서 주둔한 아르켈라오스의 지휘를 받고 있었다. 아테네의 농성군과 로마군은 투석전을 벌이며 매우 치열하게 싸웠다. 술라가 아르켈라오스가 판 땅굴에 황과 역청을 집어넣고 불태우자 많은 아테네군이 죽었다. 술라의 공격에 질린 아테네에서 강화사절을 술라에게 보냈고, 그 사절은 술라에게 아테네인들의 위대한 조상들의 업적을 장황하게 설명했다. 이 말을 들은 술라는
"그런 시시한 역사강의는 그대의 동포들에게나 들려주시구려. 나는 그대들의 강의를 들으러온 학생이 아니라 아테네를 함락시키라고 보내진 장군이오"
라고 답변했다. 곧 포위공격을 받아 식량이 떨어진 아테네는 술라에게 항복했다. 이어 술라는 보이오티아로 달아난 폰토스-그리스 연합군과 전투를 벌였다. 기원전 86년 카이로네이아(Chaeronea) 전투에서 술라의 15000명의 보병과 1500명의 기병은 아르켈라오스의 12만명의 대군과 싸웠다.
술라가 폰토스군에 접근하자 아르켈라오스는 기병을 출동시켜 로마군을 저지하고자 했지만 실패했다. 이어 80대의 낫을 단 폰투스 전차가 출격했으나 로마군은 전차를 피하듯 대열을 벌렸다. 전차가 통과하자 로마군은 측면에서 전차를 격퇴했다. 15000명의 폰투스 밀집보병 역시 격파되었다. 공격이 여러번 실패하자 아르켈라오스는 보병을 총출동시키면서 정예기병으로 술라군의 중앙을 돌파해 로마군 좌우익을 포위하였다. 술라는 그때 우익에 있었는데 로마군 좌익이 불리해지는듯 하자 좌익으로 갔다. 술라의 지원으로도 로마군 좌익은 여전히 격전을 벌이고 있었다. 술라가 로마군 우익으로 돌아오자 힘을 얻은 로마군 우익은 폰투스군 좌익을 격파하기 시작했다. 좌익에서도 적을 궤멸시켰다. 결국 아르켈라오스의 군대는 완전히 무너졌고 결국 술라의 압승으로 카이네로이아 전투는 막을 내렸다.
아피아노스와 플루타르코스에 의하면 폰투스군은 10만이나 죽은 반면 술라군의 손실은 12명에 머물렀다고 한다. 이는 전근대적 한계와 과장으로 평가될 수 있으며 전근대인들은 신화적인 이야기나 원시적인 방법에 의존하여 숫자를 추정했기 때문에 승전만이 아니라 패전도 과장될 수 있었다.
같은 해, 오르코메누스(Orchomenus)에서 아르켈라오스의 공격을 받은 로마군이 달아나려 하자 이를 말리다 뜻대로 되지않아 격분한 술라는 병사들에게 크게 소리쳤다.
"시민들이여 훗날 누군가가 그대들에게 총사령관을 버린 곳이 어디였냐고 물으면 오르코메누스였다고 답하라!"
이 말을 들은 로마군은 다시 전투의지를 다지고 다수의 적을 척살하며 압승을 거두었다. 기원전 85년 술라와 미트라다테스 6세는 헬레스폰토스 해협에서 강화를 체결했는데 이 때도 술라는 뛰어난 외교력으로 미트라다테스를 굴복시켰다. 술라는 그리스와 소아시아에 대한 통치체제를 정비하면서 자신의 기반을 다졌다.

### 두 번째 내전 및 로마 진격
한편 술라가 그리스와 소아시아에 있을 때 로마는 다시 가이우스 마리우스와 민중파가 집권하여 술라를 반역자로 만들었다. 마리우스는 곧 죽었으나 뒤를 이은 킨나는 집정관을 지낸 루키우스 발레리우스 플라쿠스(Lucius Valerius Flaccus)를 기원전 86년 술라에 맞서는 정규부대의 사령관으로 임명하고 아시아로 파견하였다. 그러나 플라쿠스는 곧이어 일어난 군대의 폭동으로 살해당하고 부사령관 핌브리아(Gaius Flavius Fimbria)가 그 군대의 사령관이 되었다.
핌브리아는 미트라다테스를 격파하고 술라의 부하 루쿨루스(Lucius Licinius Lucullus)를 자기편으로 포섭하려 했지만 실패했다. 술라는 그의 병력을 적군 가까이에 포진시켰다. 술라군과 핌브리아군은 가까운 곳에서 지내다 보니 친밀감이 생겼고 곧이어 적병들은 모두 진영을 탈주했다.
결국 핌브리아의 병력은 고스란히 술라에게 흡수되었다. 이후 핌브리아는 병사들에게 자신을 버리지 말 것을 호소했지만 실패하여 자살했다. 술라는 킨나를 격동시키는 글을 써 킨나에게 보냈고, 이탈리아를 술라로부터 방위하려던 킨나는 그리스에 있는 술라를 정벌하려고 군대를 편성하다가 군단 폭동으로 죽고 말았다.
기원전 83년 이탈리아 남부에 상륙한 술라는 귀족파를 규합하였다. 메텔루스 피우스(Quintus Caecilius Metellus Pius)와 폼페이우스(Gnaeus Pompeius Magnus), 크라수스(Marcus Licinius Crassus) 등이 술라를 지지했다. 당시 집정관은 노르바누스(Gaius Norbanus)와 스키피오 아시아티쿠스(Publius Cornelius Scipio Asiaticus)였다. 노르바누스와 소 마리우스가 술라를 급습했으나 오히려 술라에게 대패하며 6000명의 병사를 잃었다. 스키피오 아시아티쿠스는 술라와 교섭을 하던 중에 병사들이 그를 버리고 술라에게 항복했다. 스키피오는 술라에 사로잡혔으나 곧 풀려났다.
기원전 82년 그나이우스 파피리우스 카르보(Gnaeus Papirius Carbo)와 소 마리우스(Gaius Marius)가 집정관이 되었는데 카르보는 기원전 85년과 84년에 킨나와 집정관을 지낸적이 있는 2선 집정관이었다. (기원전 82년 당시는 3선 집정관이다.) 프라이네스테(Praeneste)에서 소 마리우스는 술라의 병사들이 오랜 원정에 지쳐있음을 알고 그들을 급습했지만 8000명의 전사자를 남기고 패주했다. 이 소식을 들은 카르보는 메텔루스 공격을 멈추고 철수했으나 폼페이우스의 기습공격으로 큰 손실을 봤다. 술라의 적인 카리나스는 여러차례 술라에게 참패를 당했는데 그때마다 도망쳐 살아남았다.
이후 술라는 카르보가 출동시킨 군대를 모조리 무찔렀고 , 메텔루스 역시 파벤티아(Faventia)에서 카르보의 공격을 막아내고 10000명을 척살하였다. 폼페이우스는 클루시움(Clusium)에서 카르보군을 2만명이나 죽였다. 한편, 삼니테스족의 폰티우스 텔레시누스(Pontius Telesinus)는 로마로 진격하였고 술라는 소 마리우스에 대한 포위를 멈추고 콜리네(Coline) 성문에서 텔레시누스와 크게 싸웠다.
기원전 82년 11월 1일 콜리네 문 전투에서 크라수스가 이끄는 술라의 우익은 크게 적군을 격파하였으나 술라 자신이 이끄는 좌익은 적군의 우익과 두 군대가 괴멸되기 전까지 치열하게 싸웠다. 이 전투 도중에 술라는 적진에서 날아오는 창을 고개를 숙여 피해 전장에서의 죽음을 면했다. 결국 적의 좌익을 섬멸한 술라가 승리하였고, 로마에는 다시 술라의 정권이 세워졌다. 전투 후 소 마리우스와 텔레시누스는 동반 자살했고, 다른 집정관 카르보는 시칠리아로 달아나다 후에 폼페이우스에게 잡혀 처형되었다.
콜리네 전투가 벌어진 다음날 로마로 입성한 술라는 대대적이고 철저한 반대파 학살에 착수했다. 우선 삼니테스족 패잔병 8000명을 원로원에서 회의하는 도중에 병사들을 시켜 학살했다. 술라는 1만명의 노예를 해방시켜 자신의 씨족명 '코르넬리우스'를 하사하여 정적소탕의 행동대로 삼았다. 또한 살생부를 만들어 체계적으로 적을 숙청했다. 그 살생부에 오른 인물은 모두 4천700명이나 되었다고 한다. 숙적 마리우스의 무덤은 파헤쳐지고 그 시신은 부관참시되었고, 전년도 집정관이자 소 마리우스와 함께 술라를 공격한 노르바누스와 스키피오 아시아티쿠스도 제거되었다.(스키피오는 술라를 피해 도망가다 병사했다.) 이때의 살생부에는 18세의 킨나의 사위인 율리우스 카이사르(Gaius Iulius Caesar)도 있었으나 카이사르는 학살을 면하고 도망쳤다. 한편 술라는 율리우스 카이사르를 보고 그의 안에는 수백 명의 마리우스가 있다고 보기도 했다.
한편 마리우스군 잔당 그나이우스 도미티우스 아헤노바르부스(Gnaeus Domitius Ahenobarbus)는 아프리카에서 폼페이우스에게 격파되었으며 오직 히스파니아의 퀸투스 세르토리우스(Quintus Sertorius)만이 남아 술라에 대항했다.

### 독재관 취임과 은퇴
기원전 81년 로마는 집정관이 모두 공석이었다. 술라는 10만의 병력을 배경으로 원로원을 압박해 "공화국을 재건하는" 독재관에 취임했다. 원래 로마 공화정에서 독재관은 임기가 6개월이었지만 술라는 비상사태라는 이유로 무기한 임기의 독재관을 요청했고 이를 받아들인 루키우스 발레리우스 플라쿠스(Lucius Valerius Flaccus)의 제안으로 민회는 이를 승인했다. 독재관에 취임한 후 그는 대대적인 국정 개혁에 나섰는데 주요 내용은 아래와 같다.
- 원로원 개혁 : 원로원 수를 600명으로 늘리고 권한을 강화했다.
- 복지문제 : 가이우스 그라쿠스가 시작한 곡물법을 폐지하여 무산계급의 이익을 떨어뜨리고 식민도시에 퇴역병을 이주시켰다.
- 사법 개혁 : 그라쿠스 형제 이후 기사계급으로 구성되던 배심원을 다시 원로원 의원으로만 구성하였다.
- 군사개혁 : 로마 직할령(루비콘강 이남)에는 군단을 이끌고 들어오지 못하게 하고 군단을 가지는 전직 집정관, 법무관은 반드시 원로원이 결정하게 함
- 호민관 개혁 : 호민관직에 있는 사람은 다른 관직에 취임할 수 없게 하고 연임은 10년의 휴지기가 있게함

독재관으로 이러한 개혁을 2년동안 정력적으로 실시한 술라는 기원전 80년 말, 돌연 사임을 발표하고 모든 공직에서 은퇴하였고 나폴리 근처의 바닷가의 소박한 별장에서 은둔하였다. 술라는 1년여 한가한 은퇴생활을 한 후 기원전 78년 시골에서 세상을 떠났다. 술라의 장례식은 그의 부하들이 참가한 가운데 로마에서 성대하게 치러졌고 유해는 나중에 반대파에게 시신이 훼손될 것을 우려하여 유언과는 다르게 화장되었다.
그의 묘비에는 이렇게 비문이 쓰였다고 전한다.
"동지에게는 술라보다 더 좋은 일을 한 사람이 없고, 적에게는 술라보다 더 나쁜 일을 한 사람도 없다."

## 연표
- 기원전 138년 경 – 로마에서 태어남
- 기원전 107년 – 가이우스 마리우스의 부관이됨
- 기원전 106년 – 유구르타와의 전쟁 종결
- 기원전 104년/기원전 103년 – 마리우스의 부하로 갈리아 정벌 참가
- 기원전 103년 – 퀸투스 루타티우스 카툴루스의 부하로 갈리아 정벌 참가
- 기원전 101년 – 킴부리 부족을 대패시킴
- 기원전 94년 – 법무관 다선
- 기원전 93년 – 킬리키아의 총독
- 기원전 91년/기원전 88년 – 동맹시 전쟁의 장군으로 참가
- 기원전 88년 –
  - 폼페이우스 루푸스와 집정관 취임
  - 로마로 진격하여 마리우스파 축출
- 기원전 87년 – 미트라다테스 6세의 정벌에 사령관으로 임명
- 기원전 86년 – 아테네 공격
- 기원전 84년 – 소아시아 서부에서 미트라다테스군 격파, 아시아 속주 재조정
- 기원전 83년 – 이탈리아로 귀환하여 두 번째 로마 진격
- 기원전 82년 – 독재관에 임명됨
- 기원전 80년 – 독재관 사퇴후 메텔루스 피우스와 집정관 취임
- 기원전 79년 – 정계에서 완전히 은퇴
- 기원전 78년 – 사망, 로마에서 장례식 거행

## 가계
- 딸 : 폼페이아
- 아들 : 루키우스 코르넬리우스 술라 2세
- 딸 : 코르넬리아
- 아들 : 파우스투스 코르넬리우스 술라
- 딸 : 코르넬리아 파우스타
- 딸 : 코르넬리아 포스투마